# 静岡県道150号足柄停車場富士公園線
静岡県道150号足柄停車場富士公園線（しずおかけんどう150ごう あしがらていしゃじょうふじこうえんせん）は、静岡県にある一般県道である。

## 概要
静岡県道151号須走小山線と並行して、小山町足柄地区と須走地区を結ぶ。須走地区から先はふじあざみラインの通称があり富士山須走口五合目に至る。ふじあざみラインは毎年混雑緩和と環境への負荷軽減のため登山期間中マイカー規制を実施している。
終点は富士山頂であるため、車両通行不能区間（富士登山区間）が約7kmある。

### 路線データ
- 起点 : 静岡県駿東郡小山町竹之下 JR御殿場線足柄駅前
- 終点 : 静岡県と山梨県の県境未定地の富士山頂

### 別名
- ふじあざみライン（小山町須走市街地から富士山須走口までの区間）

## 地理

### 通過する自治体
- 静岡県
  - 駿東郡小山町 - 御殿場市 - 駿東郡小山町

### 交差する道路
- 静岡県道78号御殿場大井線（小山町竹之下 足柄駅入口交差点）
- 静岡県道149号竹之下小山線（小山町竹之下 足柄駅入口交差点）
- 静岡県道394号沼津小山線（御殿場市古沢）
- 国道246号（御殿場市古沢 古沢交差点）
- 静岡県道418号須走御殿場線（小山町須走 リサーチパーク入口交差点から信号無しの旧富士学校入口交差点まで重複）
- 国道138号バイパス（小山町須走 須走道路須走口南IC）
- 静岡県道151号須走小山線（小山町須走）
- 国道138号（小山町須走 須走富士浅間神社交差点から信号機なし交差点までの200m程重複）

## 補足
- 静岡県道において、富士山頂を起点・終点としている路線が、静岡県道152号富士公園太郎坊線、静岡県道180号富士宮富士公園線、足柄停車場富士公園線と3路線ある[2]。
- 「富士公園線」とは、富士山およびその周辺が富士箱根伊豆国立公園であることから付けられている。
- ふじあざみラインは平均勾配10.5%・最大勾配20%以上といういわゆる「激坂」であり、自転車ヒルクライムレースが行われている。毎年5月にはツアー・オブ・ジャパン「富士山ステージ」が行われるほか、実業団レース（市民レース併催）も行われている。